# ماسيميليانو أليغري
ماسيميليانو أليغري (النطق الإيطالي: ‎[massimiˈljaːno alˈleːɡri, - alˈlɛː-]‏؛ مواليد 11 أغسطس 1967) هو مدرب كرة قدم إيطالي محترف ولاعب سابق، وهو مدرب نادي إيه سي ميلان الإيطالي الحالي.
كلاعب، كان أليغري لاعب خط وسط قضى مسيرته في اللعب للعديد من الأندية الإيطالية. بعد أن بدأ مسيرته الإدارية في عام 2003 مع العديد من الأندية الإيطالية الأصغر، لعب لاحقًا دورًا رئيسيًا في صعود ساسولو عبر الدرجات الإيطالية الأدنى وقاد كالياري لاحقًا إلى أفضل مركز له في الدوري الإيطالي منذ ما يقرب من 15 عامًا، وفاز بجائزة المقعد الذهبي كأفضل مدرب في الدوري الإيطالي لموسم 2008–09. أدى أدائه كمدرب رئيسي لفريق كالياري إلى انتقاله إلى ميلان في عام 2010، حيث ظل حتى يناير 2014 ؛ في موسم 2010–11، ساعد أليغري ميلان في الحصول على لقبهم الأول في الدوري الإيطالي منذ موسم 2003–04.
بعد انضمامه إلى يوفنتوس في 2014، فاز بأربع ثنائيات محلية متتالية بين عامي 2015 و2018، وكان المدرب الوحيد الذي حقق هذا الإنجاز في الدوريات الخمس الكبرى في أوروبا. غادر أليغري يوفنتوس بنسبة فوز بلغت 70.48٪، وهي أعلى نسبة في تاريخ يوفنتوس حتى الآن. عاد إلى يوفنتوس في عام 2021.

## مسيرته الكروية
بعد أن أمضى الجزء الأول من مسيرته في الدوريات الدنيا، بما في ذلك نادي مسقط رأسه ليفورنو، انضم أليغري إلى بيسكارا في عام 1991. كلاعب موهوب ومبدع، ضمن مكان لنفسه في خط الوسط حيث نجح فريق جيوفاني جاليوني بالصعود إلى دوري الدرجة الأولى الإيطالي في عام 1992. قدم بيسكارا أداءً رائعًا في الدوري الإيطالي. على الرغم من هبوط الفريق، لم يكن هناك نقص في عدد الأهداف وسجل أليغري 12 هدفًا. انتقل إلى كالياري ثم بيروجيا ونابولي قبل أن يعود إلى بيسكارا. تبعت فترات وجيزة في بيستويسي وأجليانيس قبل اعتزاله من كرة القدم في 2003.
إلى جانب خمسة لاعبين إيطاليين آخرين، تلقى أليغري حظرًا لمدة عام واحد بسبب التلاعب بنتائج المباريات بعد مباراة في كأس إيطاليا عام 2000. كما أوقف الاتحاد الإيطالي لكرة القدم لمدة عام واحد لكل من فابيو غالو وسيباستيانو سيفيليا ولوتشيانو زاوري من جانب أتالانتا في دوري الدرجة الأولى. وألفريدو أجليتي لاعب بيستويسي في دوري الدرجة الثانية.

## مسيرته التدريبية

### مسيرته المبكرة
بدأ أليغري مسيرته التدريبية في عام 2004، حيث عمل كمدير فني لفريق أجليانيس في دوري الدرجة الثالثة الإيطالي، وهو النادي الذي أمضى فيه السنتين الأخيرتين كلاعب. بعد موسم مثير للإعجاب معهم، تم استدعاء أليغري لتدريب غروسيتو، لكن تجربته مع أثبتت أنها لم تكن ناجحة كما هو الحال وتم إقالته في النهاية بعد فترة وجيزة من بداية موسم 2006–07. بعد فترة وجيزة من إقالته من قبل غروسيتو، وافق أليغري على الانضمام إلى معلمه جيوفاني جاليوني في أودينيزي، ليصبح جزءًا من طاقمه التدريبي. ومع ذلك، ثبت أن هذه الممارسة محظورة بموجب قوانين كرة القدم الإيطالية لأنه كان لا يزال متعاقدًا مع نادي نادي توسكان، مما تسبب في استبعاد أليغري لمدة ثلاثة أشهر في أوائل عام 2008.

### ساسولو
في أغسطس 2007، أصبح أليغري المدير الفني لنادي ساسولو الطموح في دوري الدرجة الثالثة، والذي تمكن أليغري من قيادته بسرعة إلى المراكز الأولى في الدوري. في 27 أبريل 2008، ضمن ساسولو لقب دوري الدرجة الثالثة لموسم 2007–08، وبذلك تمكن من الصعود لأول مرة في تاريخية إلى دوري الدرجة الثانية الإيطالي.

### كالياري
في 29 مايو 2008، تم الإعلان عن أليغري كمدرب جديد لكالياري في الدوري الإيطالي، ليحل محل دافيدي بالارديني. على الرغم من البداية المخيبة للآمال، بخمس هزائم في أول خمس مباريات بالدوري، تم التأكيد على أليغري من قبل رئيس النادي ماسيمو سيلينو وذهب لاحقًا ليصعد بفريقه إلى مركز وسط الجدول في ديسمبر. في 9 ديسمبر، بعد فوز 1–0 على أرضه أمام باليرمو، أعلن كالياري أنهم وافقوا على تمديد العقد لمدة عامين مع أليغري، مع عقد جديد كان من المقرر أن ينتهي في 1 يونيو 2011. ثم تم الكشف عن العقد ليكون وقع في أكتوبر، في خضم أزمة روسوبلو المبكرة.
أنهى موسم 2008–09 في المركز التاسع الرائع، أفضل نتيجة لهم في الدوري الإيطالي منذ ما يقرب من خمسة عشر عامًا، والتي تم الترحيب بها كنتيجة كبيرة في ظل الموارد المحدودة، ونقص اللاعبين من الدرجة الأولى، والجودة العالية. من أسلوب كالياري الكروي الهجومي، الذي قادهم على مسافة قريبة من التأهل للدوري الأوروبي. أدت هذه النتائج إلى حصوله على جائزة المقعد الذهبي، وهي جائزة تُمنح لأفضل مدير فني في دوري الدرجة الأولى الإيطالي وفقًا لتصويت المدربين الآخرين، متفوّقًا على المدرب الفائز بالدوري الإيطالي جوزيه مورينيو. في موسم 2009–10، تمكن من تأكيد المستويات الكروية العالية لكالياري على الرغم من خسارة المهاجم روبرت أكوافريسكا، وقاد عددًا مثيرًا للإعجاب من ثلاثة لاعبين من فريقه – وهم دافيدي بيونديني، وفيديريكو ماركيتي، وأندريا كوسو – لتلقي استدعاءات للمنتخب الإيطالي خلال فترة تدريبة في النادي.
في 13 أبريل 2010، قام كالياري بشكل مفاجئ بإقالة أليغري من مهامه الإدارية على الرغم من كونه في المركز الثاني عشر القوي برصيد 40 نقطة، وتم تعيين مدرب الشباب جورجيو ميليس – مع جيانلوكا فيستا كمساعد له – كبديل له.

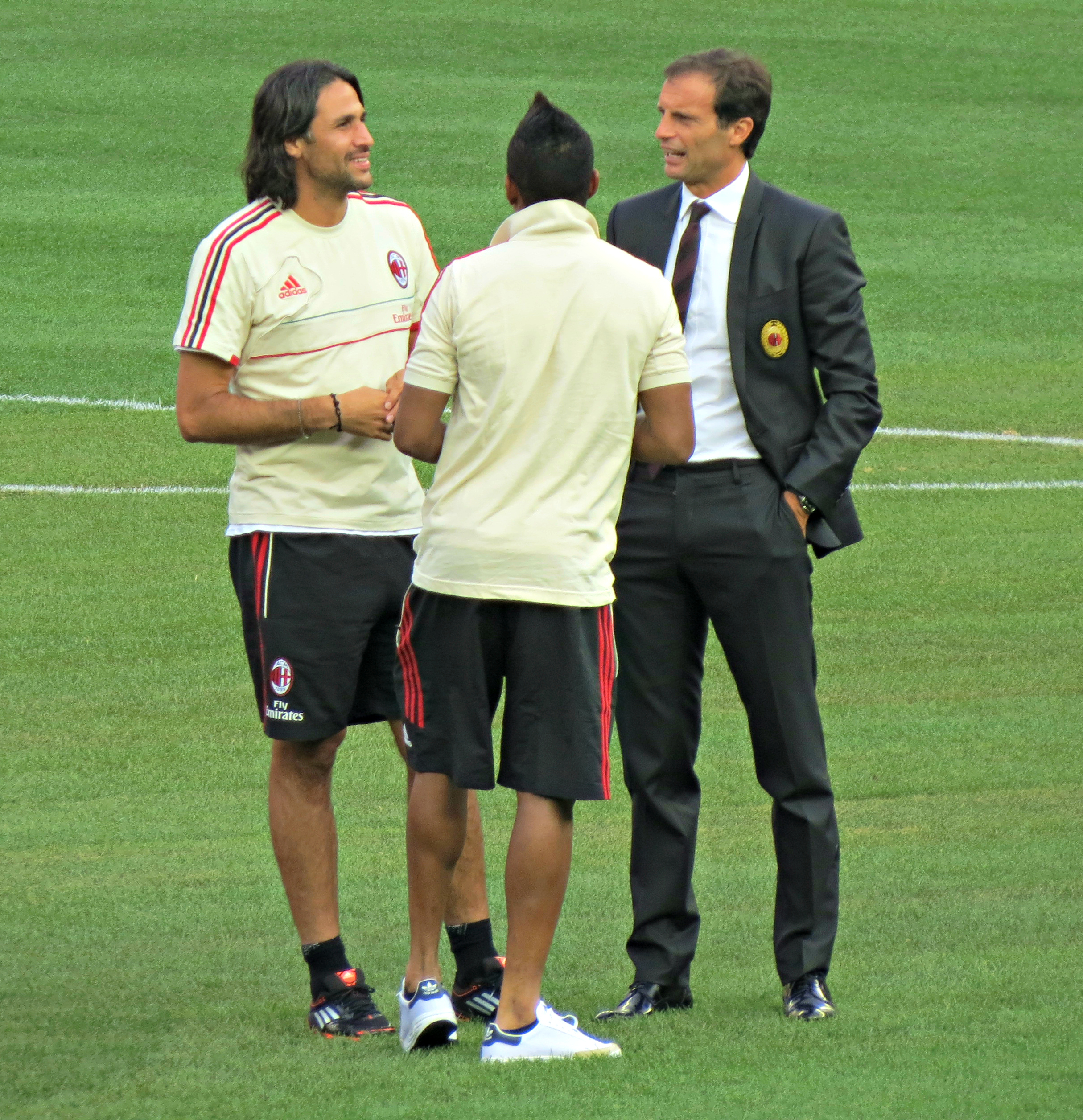
أليغري مع ماريو يبيس وروبينيو في عام 2012

### ميلان
تم التخلي عن أليغري من قبل كالياري في 17 يونيو 2010، بناءً على طلب من ميلان، الذين كانوا مهتمين بتعيينه كمدرب جديد لهم. في 25 يونيو، تم تعيين أليغري رسميًا مدرب جديد لميلان. في أول موسم له مع المدرب، قاد أليغري ميلان إلى لقبه الأول في الدوري منذ 2004، متغلبًا على حامل اللقب ومنافسه في المدينة إنتر ميلان في كلا مباراتي الدور الأول والثاني؛ في ذلك الوقت، كان روبرتو مانشيني هو الوحيد الذي حقق هذا الإنجاز في سن أصغر. لكن فريق ميلان أليغري فشل في تجاوز نصف نهائي كأس إيطاليا وخسر أمام باليرمو 4–3 في مجموع المباراتين. نافس الفريق أيضًا في مرحلة خروج المغلوب من دوري أبطال أوروبا، حيث تم إقصائهم من قبل توتنهام هوتسبير.
استمر النجاح في موسمه الثاني بالنادي. قاد ميلان إلى لقب كأس السوبر الإيطالي السادس في 6 أغسطس 2011، بعد أن عاد من الخلف في الفوز 2–1 على غريمه الإنتر في مباراة لعبت على ملعب بكين الوطني. كان هذا بقدر نجاحه في ذلك الموسم. خروجه من نصف النهائي في كأس إيطاليا على يد يوفنتوس متبوعًا بالإقصاء في ربع نهائي دوري أبطال أوروبا على يد برشلونة ترك ميلان يقاتل على جبهة واحدة فقط في نهاية الموسم وهي السكوديتو. لكن حتى هذه كاد أن يخسرها، مع احتلال الروسونيري المركز الثاني بعد يوفنتوس وبالتالي التأهل لمرحلة المجموعات بدوري أبطال أوروبا الموسم المقبل. تميز الموسم أيضًا بالجدل، حيث في الدور الثاني من الموسم، كان لميلان هدف من سولي مونتاري تم إلغاؤه في مباراة مهمة ضد غريمه يوفنتوس على سان سيرو، بعد أن كان متقدم بالفعل 1–0. انتهت المباراة في النهاية بالتعادل 1–1. إلى جانب أدريانو غالياني، وجّهت لأليغري انتقادات لقراره ببيع صانع الألعاب المخضرم أندريا بيرلو إلى يوفنتوس، بعد أن استبعاده من قائمة الفريق الأساسية في الموسم السابق، واعتبره فائضًا بسبب عمره؛ ولعب بيرلو دورًا رئيسيًا في فوز يوفنتوس بلقب الدوري الإيطالي.
في 13 يناير 2012، وافق أليغري على تمديد عقده مع ميلان حتى نهاية موسم 2013–14. في 5 يونيو 2012، صرح أليغري أنه ينوي التدريب لمدة 10 سنوات أخرى فقط ويخطط للاعتزال في سن 55 بسبب حقيقة أن التدريب يحتوي على مستوى عالٍ من التوتر والقلق. كما قال إنه يأمل في تدريب المنتخب الإيطالي قبل اعتزاله. مع رحيل العديد من لاعبي النادي الأساسيين واعتزالهم، كافح ميلان في بداية موسم 2012–13، وجمع 8 نقاط فقط من أول 7 مباريات، مما وضع أليغري في خطر التعرض للإقالة مبكرًا. على الرغم من كل الانتقادات من النقاد، تمسك ميلان بأليغري وتمكن من الحصول على أفضل النتائج من بعض اللاعبين الشباب بما في ذلك ستيفان الشعراوي، وماتيا دي شيليو ولاحقًا ماريو بالوتيلي. نجح أليغري في قيادة الروسونيري من المركز السادس عشر إلى المركز الثالث في نهاية الموسم، بفوز ملحمي بنتيجة 2–1 على سيينا. أعطت النتيجة ميلان مكانًا في تصفيات دوري أبطال أوروبا 2013–14.
في 1 يونيو 2013، أكد رئيس النادي سيلفيو برلسكوني بقاء أليغري كمدرب لميلان، على الرغم من الإشاعات العديدة بأنه سيتم طرده من منصبه. في 31 ديسمبر 2013، أكد أليغري أنه سيغادر النادي في نهاية الموسم، وقال لصحيفة لاغازيتا ديلو سبورت: «بالطبع هذا هو آخر عيد ميلاد لي في ميلان». ومع ذلك، أفاد ميلان أن أليغري وموظفيه قد تم إعفاؤهم من واجباتهم بأثر فوري في 13 يناير 2014.

### يوفنتوس
في 16 يوليو 2014، تم تعيين أليغري كمدرب جديد ليوفنتوس، ليحل محل أنطونيو كونتي الذي استقال في اليوم السابق. على الرغم من أن قرار التعاقد مع أليغري قوبل في البداية بالتردد، في 2 مايو 2015، قاد يوفنتوس إلى لقبه الرابع على التوالي في الدوري الإيطالي، حيث هزم النادي سامبدوريا 1–0 على ملعب لويجي فيراريس في جنوة. كانت هذه هي المرة الثانية فقط التي يفوز فيها يوفنتوس بأربعة ألقاب متتالية للسكوديتو (كانت آخر مرة من 1931 إلى 1935، عندما فازوا بخمسة ألقاب سكوديتو على التوالي). بعد أن فاز سابقًا باللقب مع ميلان في عام 2011، حصل أيضًا لقبه الثاني للسكوديتو كمدرب. في 13 مايو 2015، قاد أليغري يوفنتوس إلى نهائي دوري أبطال أوروبا بفوزه على حامل اللقب ريال مدريد في نصف النهائي، 3–2 في مجموع المباراتين؛ لقد مرت اثني عشر عامًا منذ ظهور البيانكونيري آخر مرة في النهائي الأوروبي، حينما خسر ذلك النهائي أمام ميلان 3–2 بركلات الترجيح في عام 2003. بعد أسبوع، في 20 مايو 2015، قاد أليغري يوفنتوس إلى ثنائية محلية من خلال مساعدة النادي على الفوز برقم قياسي، حيث حققوا لقبهم العاشر في كأس إيطاليا، بفوزهم على لاتسيو 2–1 في الأشواط الإضافية. فازت السيدة العجوز بالكأس آخر مرة في عام 1995، وكسرت جفاف عشرين عامًا من عدم فوزها بالمسابقة، وجعلها أول فريق في إيطاليا يفوز بالكأس عشر مرات. في 6 يونيو 2015، خسر يوفنتوس أمام برشلونة بنتيجة 3–1 في نهائي دوري أبطال أوروبا 2015.
في 6 يوليو 2015، بعد ما يقرب من عام من التوقيع مع يوفنتوس، وقع أليغري على تمديد عقده الحالي لمدة عام واحد يبقيه في النادي حتى نهاية موسم 2016–17. في 8 أغسطس 2015، قاد أليغري يوفنتوس للفوز 2–0 على لاتسيو في كأس السوبر الإيطالي، مع تسجيل التعاقدات الجديدة ماريو ماندجوكيتش وباولو ديبالا للأهداف. أُدرج أليغري في القائمة المختصرة المكونة من 10 لاعبين لجائزة أفضل مدرب في العالم لعام 2015، لكنه لم يُدرج لاحقًا بين المرشحين النهائيين الثلاثة، على الرغم من أنه حقق الثلاثية في موسمه الأول كمدرب ليوفنتوس. ومع ذلك، في 14 ديسمبر 2015، فاز أليغري بجائزة مدرب العام في الدوري الإيطالي؛ وفي وقت لاحق في 7 مارس 2016، حصل على جائزة المقعد الذهبي للمرة الثانية على الإطلاق بعد نجاحه مع يوفنتوس خلال موسم 2014–15. في 25 أبريل، توج يوفنتوس بطلاً للدوري الإيطالي 2015–16. بعد أن عانى في البداية خلال أول عشر مباريات في الدوري هذا الموسم، لم يخسر يوفنتوس أي خسارة وفاز في 24 من مبارياته الـ25 التالية في الدوري ليعود من المركز 12 للدفاع عن لقبه. انتهت سلسلة الفريق الذي لم يهزم بعد 26 مباراة، وتم كسره بعد الخسارة 2–1 خارج أرضه أمام فيرونا في 8 مايو. في 6 مايو، مدد أليغري عقده كمدرب ليوفنتوس حتى 2018. في 21 مايو، قاد يوفنتوس إلى الثنائية المحلية مرة أخرى بعد فوز 1–0 على ميلان في نهائي كأس إيطاليا 2016، أول فريق في إيطاليا يفوز بالثنائية في موسمين متتاليين.
في 17 مايو 2017، قاد أليغري يوفنتوس إلى لقبه الثاني عشر في كأس إيطاليا بفوزه 2–0 على لاتسيو، ليصبح أول فريق يفوز بثلاث بطولات متتالية. بعد أربعة أيام في 21 مايو، بعد الفوز 3–0 على كروتوني، حصل يوفنتوس على لقبه السادس على التوالي في الدوري الإيطالي، محققًا رقمًا قياسيًا من الانتصارات المتتالية في المسابقة. في 3 يونيو 2017، دخل أليغري في نهائي دوري أبطال أوروبا للمرة الثانية في ثلاث سنوات مع يوفنتوس، لكنه تعرض للهزيمة 4–1 أمام حامل اللقب ريال مدريد. في 7 يونيو، جدد أليغري عقده مع يوفنتوس حتى عام 2020. تولى أليغري مسؤولية مباراته رقم 200 مع يوفنتوس في 9 فبراير 2018، بفوزه 2–0 خارج أرضه على فيورنتينا. في 9 مايو 2018، فاز أليغري بلقبه الرابع على التوالي في كأس إيطاليا بفوزه 4–0 على ميلان. بعد أربعة أيام في 13 مايو، بعد التعادل 0–0 مع روما، حصل أليغري على لقبه الرابع على التوالي في الدوري الإيطالي، ليصبح أول مدرب في الدوريات الخمس الكبرى في أوروبا يفوز بأربع ثنائيات متتالية. في 17 مايو 2019، بعد أن حصل يوفنتوس بالفعل على لقب الدوري للمرة الخامسة على التوالي تحت قيادة أليغري في 20 أبريل، أعلن يوفنتوس أنه سيترك النادي في نهاية الموسم. رحل أليغري عن يوفنتوس في 2019 بنسبة فوز بلغت 70.48٪، وهي الأعلى في تاريخ يوفنتوس حتى الآن.

### عودته ليوفنتوس
في 28 مايو 2021، أعلن يوفنتوس عودة أليغري إلى النادي كمدرب بعد عامين من الابتعاد عن الإدارة، ليحل محل أندريا بيرلو المُقال بعقد مدته أربع سنوات.

## حياته الشخصية
ولد أليغري في ليفورنو لأب عمل في ميناء ليفورنو و أم كانت ممرضة ونشأت في كوتيتو. في عام 1992، عندما كان عمره 24 عامًا، ألغى حفل زفافه مع خطيبته إيريكا قبل يومين من الحفل. في عام 1994، تزوج أليغري من عارضة الأزياء غلوريا باتريزي، وأنجبت طفلًا بعد ذلك بعام فالنتينا؛ في وقت لاحق أنجب طفلاً آخر، جورجيو، في عام 2011 من امرأة أخرى، كلوديا. منذ عام 2017، كان على علاقة مع الممثلة أمبرا أنجيوليني.

## الإحصائيات الإدارية
آخر تحديث 26 مايو 2019.
| الفريق    | البلد   | من            | إلى            | السجل | السجل | السجل | السجل | السجل    | السجل    | السجل | السجل  |
| الفريق    | البلد   | من            | إلى            | م     | ف     | ت     | خ     | أهداف له | أهداف ضد | ف أ   | فوز%   |
| --------- | ------- | ------------- | -------------- | ----- | ----- | ----- | ----- | -------- | -------- | ----- | ------ |
| أجليانيس  | إيطاليا | 1 يوليو 2003  | 30 يونيو 2004  | 38    | 10    | 13    | 15    | 30       | 35       | −5    | 026٫32 |
| نادي سبال | إيطاليا | 1 يوليو 2004  | 30 مايو 2005   | 40    | 13    | 15    | 12    | 47       | 41       | +6    | 032٫50 |
| غروسيتو   | إيطاليا | 19 يوليو 2005 | 26 أكتوبر 2005 | 13    | 3     | 6     | 4     | 11       | 10       | +1    | 023٫08 |
| غروسيتو   | إيطاليا | 17 أبريل 2006 | 29 أكتوبر 2006 | 17    | 4     | 9     | 4     | 21       | 21       | +0    | 023٫53 |
| ساسولو    | إيطاليا | 17 يوليو 2007 | 28 مايو 2008   | 42    | 23    | 6     | 13    | 56       | 43       | +13   | 054٫76 |
| كالياري   | إيطاليا | 29 مايو 2008  | 13 أبريل 2010  | 74    | 27    | 15    | 32    | 100      | 106      | −6    | 036٫49 |
| ميلان     | إيطاليا | 25 يونيو 2010 | 13 يناير 2014  | 178   | 91    | 49    | 38    | 303      | 178      | +125  | 051٫12 |
| يوفنتوس   | إيطاليا | 16 يوليو 2014 | 26 مايو 2019   | 271   | 191   | 43    | 37    | 511      | 195      | +316  | 070٫48 |
| يوفنتوس   | إيطاليا | 28 مايو 2021  | الآن           | 0     | 0     | 0     | 0     | 0        | 0        | +0    | —      |
| المجموع   | المجموع | المجموع       | المجموع        | 673   | 362   | 156   | 155   | 1٬079    | 629      | +450  | 053٫79 |

## الإنجازات

### كمدرب
ساسولو
- الدوري الإيطالي الدرجة الثالثة: 2007–08

ميلان
- الدوري الإيطالي (1): 2010–11
- كأس السوبر الإيطالي: 2011

يوفنتوس
- الدوري الإيطالي: 2014–15، 2015–16، 2016–17، 2017–18، 2018–19
- كأس إيطاليا (4): 2014–15، 2015–16، 2016–17، 2017–18
- كأس السوبر الإيطالي: 2015[58]، 2018
- دوري أبطال أوروبا وصيف: 2015[59]، 2017

### الفردية
- جائزة المقعد الذهبي للدوري الإيطالي الدرجة الثالثة: 2007–08[8]
- جائزة المقعد الذهبي: 2008–09،[60] 2014–15،[32] 2016–17،[61] 2017–18[62]
- مدرب العام في الدوري الإيطالي: 2011،[63] 2015،[31] 2016،[64] 2018[65]
- جائزة إنزو بيرزوت: 2015[66]
- أفضل مدرب للأندية من الاتحاد الدولي لتاريخ وإحصاءات كرة القدم: 2015 (المركز الثالث)،[67] 2017 (المركز الثاني)[68]
- جائزة الفيفا لأفضل مدرب: 2017 (المركز الثالث)[69]
- جوائز غازيتا الرياضية [الإنجليزية] – مدرب العام: 2018[70]
- قاعة مشاهير كرة القدم الإيطالية: 2018[71]

## وصلات خارجية
لا توجد روابط لمواقع التواصل الاجتماعي.

- ماسيميليانو أليغري على موقع الاتحاد الأوربي (الإنجليزية)
- ماسيميليانو أليغري على موقع قاعدة بيانات كرة القدم.إي يو (الإنجليزية)
- ماسيميليانو أليغري على موقع بيانات كرة القدم. دي إي (الألمانية)
- ماسيميليانو أليغري على موقع Soccerbase.com (مدرب) (الإنجليزية)
- ماسيميليانو أليغري على موقع Soccerway.com (الإنجليزية)
- ماسيميليانو أليغري على موقع عالم كرة القدم.نت (الإنجليزية)